# Агиос Мамас
Агиос Мамас, още Ай Мама или Агиос Мамонтас (на гръцки: Άγιος Μάμας, в превод Свети Мама), е село в Егейска Македония, Гърция, в дем Неа Пропонтида, административна област Централна Македония. Агиос Мамас има население от 1030 души (2001).

## География
Агиос Мамас е разположено на входа на полуостров Касандра.

## История

### В Османската империя
В XIX век Агиос Мамас е село в каза Касандра на Османската империя. Александър Синве („Les Grecs de l’Empire Ottoman. Etude Statistique et Ethnographique“) в 1878 година пише, че в Айос Мамас (Ayos Màmas), Касандрийска епархия, живеят 550 гърци. Към 1900 година според статистиката на Васил Кънчов („Македония. Етнография и статистика“) в Аймама (Агиосъ Мамонта) живеят 350 жители гърци християни. По данни на секретаря на Българската екзархия Димитър Мишев („La Macédoine et sa Population Chrétienne“) в 1905 година в Аймама (Aïmama) има 445 гърци.

### В Гърция
В 1912 година, по време на Балканската война, в Агиос Мамас влизат гръцки части и след Междусъюзническата война в 1913 година остава в Гърция.
През септември край църквата „Свети Мама“ се провежда голям фолклорен фестивал.
| Име        | Име          | Ново име | Ново име | Описание                                            |
| ---------- | ------------ | -------- | -------- | --------------------------------------------------- |
| Изба       | Ίσμπα        | Воскес   | Βοσκές   | местност на ЮЗ от Агиос Мамас и на И от Неа Мудания |
| Цаири      | Τσαΐρι       | Флои     | Χλόη     | местност на Ю от Агиос Мамас и на И от Неа Мудания  |
| Агарницара | Άγκαρνίτσαρα | Номес    | Νομές    | местност на ЮЗ от Агиос Мамас и на И от Неа Мудания |